# El Zapotal (Tabasco)
El Zapotal es una localidad del municipio de Centro ubicado en la subregión centro del estado mexicano de Tabasco.

## Geografía
La localidad de El Zapotal se sitúa en las coordenadas geográficas 18°05′12″N 92°51′16″O / 18.086667, -92.854444, a una elevación de 2 metros sobre el nivel del mar.

## Demografía
Según el Conteo de Población y Vivienda 2020, efectuado por el Instituto Nacional de Estadística y Geografía, la localidad de El Zapotal tiene 695 habitantes, de los cuales 332 son del sexo masculino y 363 del sexo femenino. Su tasa de fecundidad es de 2.02 hijos por mujer y tiene 185 viviendas particulares habitadas.
| Gráfica de evolución demográfica de El Zapotal entre 1970 y 2020 |
|                                                                  |
| INEGI.                                                           |